# 복리 후생
복리 후생, 직원 혜택, 직원 복리(employee benefits)는 직원들에게 제공되는, 통상적인 임금 외에 임금과는 별도의 다양한 유형의 보상을 포함한다.
복리 후생의 목적은 직원의 경제 보장, 또 이를 통한 조직 내 노동자 이탈 방지의 개선이다. 이는 리워드 매니지먼트의 한 요소로 간주된다.